# Ante Christum
Ante Christum (forkortet AC eller A.C.) er latin for "før Kristus" og bruges om årene før Jesu fødsel. Det svarer således til betegnelsen "før vor tidsregning" og det engelske Before Christ (forkortet BC eller B.C.).
Ofte bruges formen "Ante Christum natum" ("før Kristi fødsel"), som kan forkortes på forskellig vis: a.Chr., a.Chr.n. eller A.a.C.